# جورجي كولسيا
جورجي كولسيا (مواليد 16 أبريل 1939) هو مبارز بالسيف روماني، مثّل بلاده في الألعاب الأولمبية الصيفية 1972.

## روابط رياضية
جورجي كولسيا على موقع أوليمبيديا (الإنجليزية)